# Linie Dmowského

Linie Dmowského

Linie Dmowského (polsky Linia Dmowskiego) bylo vymezení hranic obnoveného Polska, navrhované polskou delegací na Pařížské mírové konferenci v roce 1919. Jejím autorem byl polský politik Roman Dmowski. Podle této koncepce mělo Polsku připadnout mimo jiné celé Horní Slezsko s převážnou většinou území Těšínska, Orava a Spiš, Gdaňsk, Litva, západní Bělorusko včetně Minsku a západní Ukrajina.

## Vytyčení požadované hranice

### Na severu a východě
Hranice nově vzniklé Polské republiky (její severní a východní část) byla polskou delegací nárokována následovně:
…hranice se potáhne od pobřeží Baltského moře východně od Łabiawy (dnešní Polessk v Kaliningradské oblasti) a pokračuje po pobřeží na sever za Memel (dnešní litevská Klaipėda) a Palangu. Od pobřeží bude hranice kopírovat řeku Libawu na východ podle historické hranice mezi Polskem a Kuronskem z roku 1772. Takto pokračuje až k městu Iłłukszta (pozn. dnešní lotyšská Ilūkste) a táhne se až k řece Daugava a překročí ji na pravý břeh. Hranice pak kopíruje řeku na východě 30 km od ní, a to v oblasti Dryświaty (dnešní běloruský Drysviaty) a Polocku. Prochází severozápadně od Horodky (běloruský Gorodok) a navrací se na levý břeh řeky Daugava 30 km západně od Vitebsku. Pokračuje na jih a míjí na západě Sienno (běloruské Sjanno) do bodu, kde se setkává hranice gubernií Minské a Mohylevské, pokračuje na jih k řece Berezina[nepřesný odkaz], kde se dotýká severní hranice Rečycké oblasti. Hranice překročí řeku Berezinu a jde jihozápadně přes močály a míjí Mazyr na východě. Překročí řeku Pripjať a kopíruje hranici mezi Rečyckou a Mazyrskou oblastí. Pokračuje jihozápadně a míjí města Zvjahel (ukrajinský Novohrad-Volynskyj) a Ovruč ve Volyni na západě a dostane se k místu, kde se setkávají hranice oblastí Zvjahelské, Zaslawské a Ostrohské. Hranice pokračuje na jih po východní hranici mezi Zaslawkou a Starokonstantynówskou oblastí do místa, kde potkávají hranice Latyczówské a Ploskirówské oblasti v Podolí. Hranice se táhne dále na jih, dokud nenarazí na řeku Uszyci v okolí města Zińków, pokračuje dál až k řece Dněstr, který tvoří jižní hranici s Rumunskem.

### Na jihu a západě
Jižní hranice měla poměrně věrně kopírovat starou hranici z dob Rakouska-Uherska mezi Haličí patřící od 1919 Polsku, Bukovinou a Uhrami. Poláci ale požadovali připojení území Oravy a Spiše, jejíž obyvatelstvo Poláci účelově označili jako menšinu tzv. Goralů. Na západě měla hranice zabrat pro Polsko celé Těšínsko a Horní Slezsko s místní polskou menšinou. Následně hranice pokračovala po staré západní hranici německé provincie Poznaňsko a Západní Prusko. Polákům měl připadnout přístav Gdaňsk a jižní část provincie Východní Prusko s městy Olštýn, Marienwerder a Lyck.

## Osud linie
Požadovaná hraniční linie byla nakonec na mírové konferenci zamítnuta a později od ní upustil i samotný Dmowski. Naopak se postavil proti rozšiřování Polska dále na východ s ohledem na nežádoucí národnostní menšiny Ukrajinců a Bělorusů, které by pak v novém Polsku žily. De facto se ale stavěl proti koncepci Mezimoří, kterou prosazoval generál Piłsudski.

### Konečná hranice
Rižský mír z března 1921, který ukončil válku mezi Polskem a sovětským Ruskem, stanovil východní hranici západně od Dmowského linie (město Minsk tak připadlo bolševikům). Z Litvy se stal samostatný stát, ale Polákům se podařilo díky loutkovému státu Střední Litvě připojit celé Vilensko s městem Vilniusem. Naopak Litevci uspěli na úkor Poláků a Němců s připojením Memelu. Na jihu se polským nárokům na Těšínsko, Spiš a Oravu postavilo Československo a v ozbrojeném konfliktu, tzv. sedmidenní válce, většinu území zabralo. V Horním Slezsku vypukla tři propolská Hornoslezská povstání, a o osudu země měl rozhodnout plebiscit v březnu 1921. Poláci na jeho základě získali pouze třetinu území, ale s většinou průmyslových komplexů a dolů. Na západě v Poznani vypuklo tzv. Velkopolské povstání, které zajistilo Polákům téměř veškeré územní požadavky. Gdaňsk byl přetvořen po mírové konferenci na polosuverénní městský stát (tzv. Svobodné město Gdaňsk). V oblasti Východního Pruska se konal v červnu 1920 plebiscit, v němž se většina obyvatel rozhodla pro setrvání v Německu.
Dmowski v počátku žádal na mírových konferencích 447 000 km² území. Po ukončení mírových rozhovorů mělo Polsko 388 400 km², kde ale téměř 40 % obyvatel tvořily národnostní menšiny (na východě Ukrajinci, Bělorusové, Litevci a Židé a na západě Němci).